# Drei Tage Liebe
Drei Tage Liebe ist ein deutsches Filmdrama aus dem Jahre 1931 von Heinz Hilpert, dessen erste Filmregie dies war, mit Hans Albers und Käthe Dorsch in den Hauptrollen.

## Handlung
Die bodenständige Geschichte spielt in Kreisen einfacher Arbeiter und Arbeiterinnen. In diesem Umfeld verrichtet Möbelpacker Franz seinen körperlich anstrengenden Dienst. Er  hat sich soeben von der jungen Carla getrennt, derer er im Lauf der Zeit überdrüssig geworden ist. Eines Tages lernt er die herbe und etwas verhärmte Dienstmagd kennen, die bislang ganz in ihrer Tätigkeit im Dienst der Familie Wernicke, wohin Franz ein Möbelstück zu liefern hat, aufgegangen ist. Franz findet Gefallen an der einfachen aber freundlichen und grundanständigen Frau, die sich rasch in Franz verguckt. Umso mehr freut sie sich darüber, als Franz sie einlädt, ihn auf den Ball der Transportarbeiter zu begleiten. Dort trifft Lena auf Carla, die wenig später der deutlich älteren Neu-Freundin Franzens einzureden versucht, dass beider Glück nicht lange halten werde. Zeitgleich bemüht sich Carla darum, Franz für sich zurückzugewinnen, doch der weist sie schroff zurück. Nach dem Ball möchte Franz, dass Lena die Arbeit bei den Wernickes aufgibt und zu ihm zieht. Freudig sagt Lena ‘ja’. Das kommende Wochenende verleben Franz und Lena wie in einem Rausch puren Glücks.
Da Carla Lena überzeugt hat, dass sich Franz ihrer aufgrund ihrer schlichten Kleidung schämen wird, begeht Lena während des Abschiedsbesuchs bei den Wernickes einen schweren Fehler: Um Geld für bessere Kleidung zu bekommen, entwendet sie einen Brillantring von Frau Wernicke, der dort unbeachtet auf dem Tisch liegt. Im Pfandhaus erhält Lena dafür 200 Reichsmark, die für einen neues, eleganteres Outfit reichen. Derweil versucht Carla ein weiteres Mal ihr Glück bei Franz und streut den Verdacht, dass Lena ihn mit einem anderen Mann betrügt. Wieder bleibt Franz standhaft und wirft seine intrigante Ex aus der Wohnung. Als Lena mit den neuen Kleidern heimkehrt und er von ihr erfährt, wie sie an das Geld dafür gekommen ist, zeigt sich Franz bitter enttäuscht und wirft Lena aus dem Haus. Drei Tage Liebe haben ihr jähes Ende gefunden. Ziellos irrt Lena durch die Straßen und landet in einer Kneipe. Dort lernt sie zwei ihr unbekannte Herren kennen, denen sie sich anvertraut. Nach einem längeren Gespräch geben die beiden gutmütigen Männer ihr das Geld, um den Ring im Pfandhaus auszulösen. Trotzdem wird sie ein schweres Schuldgefühl nicht los, und so nimmt sich Lena, als sie sich von einem Polizisten verfolgt fühlt, mit einem Sprung aus dem Fenster das Leben.

## Produktionsnotizen
Die Dreharbeiten zu Drei Tage Liebe, einem der unbekanntesten Albers-Tonfilme, begannen am 9. Dezember 1930 in den UFA-Ateliers von Berlin-Tempelhof und endeten im darauf folgenden Monat. Die Premiere fand am 18. Februar 1931 in Berlins Gloria-Palast statt.
Produzent Hermann Fellner übernahm auch die Produktionsleitung, Robert Leistenschneider die Aufnahmeleitung. Hans Jacoby entwarf die Filmbauten. Fritz Seeger und Hans Grimm sorgten für den Ton. Die musikalische Leitung übernahm Felix Günther.

## Kritiken
Die Österreichische Film-Zeitung nannte den Film ein “Milieustück, das in erster Linie auf Dialog und das Spiel der beiden Hauptdarsteller gestellt ist... Es ist ein ausgezeichnet gesehener, mit außerordentlicher Natürlichkeit gestalteter Ausschnitt aus dem Leben, aus dem Alltag. Das Milieu der kleinen Leute, die nach harter Wochenarbeit erst am Samstagabend aufleben und sich über den Sonntag ihres Menschentums und ihrer stundenweise Selbstherrlichkeit erfreuen. Dieses Milieu ist unter der Regie Heinz Hilperts charakteristisch, mit liebevoller, detaillierter Sorgfalt gezeichnet, die Menschen, welche es vorführt, leben, sind wirkliche Menschen des Alltags. (…) Prachtvoll ist Hans Albers … in der Rolle eines Möbelpackers, der brutal, leidenschaftlich, von derb-zappliger Zärtlichkeit, doch nicht an seine Ehrbegriffe rühren läßt. Seine Partnerin, Käthe Dorsch, voll Wahrhaftigkeit, erschütternd in ihrer natürlichen Einfachheit, namentlich in den Augenblicken innerer Hilflosigkeit und Verzweiflung.”
Wiens Kleine Volks-Zeitung befand: “Heinz Hilpert als Regisseur hat es hier verstanden, seine Zuschauer durch die Macht des Bildausschnittes, durch die Gewalt der Symbolik zu zwingen, ihr Auge dorthin zu führen, wo er es wollte und worauf es sich im Theater so selten, ja fast nie richtet: auf die Kleinigkeiten, auf die Einzelheiten, auf das Spiel der toten Dinge … Er hat es aber auch verstanden, mit typischen Mitteln des Filmdetails, der Mimik, psychologische Erregungen festzuhalten und im Großbild aufzuzeigen, die vielleicht eindrucksvoller sind als manche rasch vorübergehende packende Szene.”.
In der Kärntner Volkszeitung war zu lesen: “Ein Filmspiel das seine Wirkung auf die Gemüter nicht verfehlt, eine Episode, die aus dem wahren Leben genommen ist, durchdrungen von der Intensität der Erlebnisse eines armen, verzweifelten Geschöpfes. Käthe Dorsch hat wirklich ihr Bestes gegeben. Ihr ist eine wunderbare Ausdrucksweise des Könnens gegeben. Hans Albers spielt den primitiven Möbelpacker mit solcher Glaubwürdigkeit , als hätte er sich nie in einem anderen Milieu bewegt. (…) Die Regie ist sehr gut.”.